# Warrington (Buckinghamshire)
Warrington – osada i civil parish w Anglii, w Buckinghamshire, w dystrykcie (unitary authority) Milton Keynes. W 2001 civil parish liczyła 30 mieszkańców.